# Grand Prix Jef Scherens 1972
Cette édition du Grand Prix Jef Scherens a eu lieu le 17 septembre 1972. Elle a été remportée par le Belge Gustaaf Hermans.

## Classement final
Gustaaf Hermans remporte la course en parcourant les 165 km en 4 h 32 min 0 s à la vitesse moyenne de 39,397 km/h. Cette édition a pour particularité d'avoir été organisée pour les amateurs, elle n'est donc pas numérotée, exception qu'elle partage avec l'édition 1988, courue elle en critérium.
| Classement final | Classement final     | Classement final | Classement final | Classement final  |
|                  | Coureur              | Pays             | Équipe           | Temps             |
| ---------------- | -------------------- | ---------------- | ---------------- | ----------------- |
| 1er              | Gustaaf Hermans      | Belgique         | '                | en 4 h 32 min 0 s |
| 2e               | Willem Peeters       | Belgique         |                  | + 1 min 0 s       |
| 3e               | Omer Meeus           | Belgique         |                  |                   |
| 4e               | Paul Collaer         | Belgique         |                  |                   |
| 5e               | Ludo Delcroix        | Belgique         |                  |                   |
| 6e               | Jean-Claude Van Hoof | Belgique         |                  |                   |
| modifier         |                      |                  |                  |                   |